# Опухоль сердца
Опухоль сердца — аномальное новообразование в сердце. Опухоль сердца может быть доброкачественным или злокачественным образованием. Опухоль может нарушать электрическую или механическую активность сердца. Симптомы могут варьироваться от их отсутствия до клапанного порока сердца, перикардиального выпота, сердечной аритмии и сердечной недостаточности.
Опухоли делятся на первичные, обычно доброкачественные, и вторичные, которые в большинстве случаев распространяются из рака лёгких, кожи или молочной железы. Первичные опухоли включают миксомы, липомы, папиллярные фиброэластомы, рабдомиомы, фибромы и ангиосаркомы. Около 90 % первичных опухолей не являются раковыми. Распространение на сердце может произойти из любого вида рака, включая лимфому, рак молочной железы или рак пищевода. Диагностика обычно проводится с помощью медицинской визуализации.
Лечение зависит от типа опухоли. Миксомы, ангиосаркомы и некоторые папиллярные фибробластомы могут быть удалены хирургическим путем. Липомы и рабдомиомы редко требуют вмешательства. Раковые опухоли обычно лечатся паллиативно, что может включать химиотерапию или лучевую терапию.
Первичные опухоли сердца встречаются редко. На момент смерти их обнаруживают у менее чем 0,3 % людей. Вторичные опухоли сердца встречаются в 20-30 раз чаще первичных. Результаты лечения вторичных опухолей, как правило, плохие. Опухоли сердца были описаны, по крайней мере, с 1835 года Альберсом.